# Journal Article Tag Suite

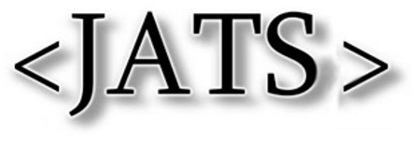

Journal Article Tag Suite (JATS) ist eine XML-Auszeichnungssprache, die für den Austausch und die Archivierung von Inhalten und Metadaten wissenschaftlicher Zeitschriftenartikel (einschließlich verwandter Objekte wie Editorials oder Buchrezensionen) benutzt wird. So verwenden PubMed Central, BioMed Central, Copernicus Publications, die Optical Society of America, J-STAGE und die Nature Publishing Group JATS.
Das National Center for Biotechnology Information und die National Library of Medicine entwickelten 2003 eine Dokumenttypdefinition (DTD) für den gesamten Inhalt von PubMed Central. Diese wurde schnell zum De-facto-Standard für die XML-Auszeichnung von Open-Access-Zeitschriften. 2004 und 2008 wurde die DTD aktualisiert. 2011 wurde JATS als NISO-Standard NISO Z39.96 veröffentlicht und 2012 verabschiedet.
Die aktuelle Version von JATS trägt die Versionsnummer 1.3. Auf JATS basierend wurde ein Standard für wissenschaftliche Bücher (BITS) entworfen.

## Beispiel
```
<?xml version="1.0" encoding="UTF-8"?>

<!DOCTYPE article

  PUBLIC "-//NLM//DTD JATS (Z39.96) Journal Publishing DTD v1.0 20120330//EN"

         "JATS-journalpublishing1.dtd"

>

<article
 
dtd-version=
"1.0"
 
article-type=
"article"
 
specific-use=
"migrated"

 
xmlns:mml=
"http://www.w3.org/1998/Math/MathML"
 
xmlns:xlink=
"http://www.w3.org/1999/xlink"

>

  
<front>

    
<article-meta>

      
<title-group>

        
<article-title>
...
</article-title>

      
</title-group>

      
<pub-date>
...
</pub-date>

      
<permissions>

        
<copyright-statement>
...
</copyright-statement>

        
<license>
...
</license>

      
</permissions>

    
</article-meta>

  
</front>

  
<body>
...
</body>

  
<back>
...
</back>

</article>

```